# PARADOX (Dのアルバム)
「PARADOX」（パラドックス）は、日本のバンドDのインディーズ2枚目のミニアルバム。2004年1月7日発売。発売元はGODS CHILD RECORDS。
一部新録した新装版が2006年5月3日に発売された。

## 収録曲
1. Face
(作詞・作曲：ASAGI)
2. Night ship “D”
(作詞・作曲：ASAGI)
3. Angelic blue
(作詞：ASAGI / 作曲：Ruiza)
4. 花惑
(作詞・作曲：ASAGI)
5. Pride
(作詞：ASAGI / 作曲：Ruiza)